# Президентство Эндрю Джексона
Президентство Эндрю Джексона началось 4 марта 1829 года, когда прошла его инаугурация как седьмого президента США, и закончилась 4 марта 1837 года. Эндрю Джексон стал президентом, победив предыдущего президента, Джона Куинси Адамса, в ходе ожесточённой предвыборной кампании 1828 года. На этих выборах Джексон сформировал коалицию, которая превратилась в Демократическую партию в годы его президентства. В 1832 году Джексон был переизбран, победив в кампании 1832 года Генри Клея. В 1836 году Джексон покинул пост, продвинув Мартина Ван Бюрена в преемники.
При Джексоне произошли большие изменения во внутренней политике США. Он был убеждённым сторонником переселения индейцев с востока США за реку Миссисипи, и он добился этого переселения в 1830 году. Он часто пользовался патронажем, размещая своих единомышленников на ключевых постах, в годы Таможенного кризиса очень решительно осудил позицию Южной Каролины и пригрозил ввести войска в этот штат, а так же он боролся против Второго банка США, считая его бастионом элитизма, опасным для демократии. Он победил в борьбе против банка, лицензия которого завершилась в 1836 году и не была возобновлена. Закрытие банка и экономическая политика Джексона в итоге привели к Банковскому кризису 1837 года. Внешняя политика Джексона была менее выразительной: он заключил несколько торговых соглашений и признал независимость республики Техас.
В рейтинге американских президентов Джексон занимает средние позиции. Он находится на 18-м месте по статистике C-SPAN 2017 года, что на уровень ниже Джейма Мэдисона и на уровень выше Джона Адамса.